# Neopanorpa chelata
Neopanorpa chelata är en näbbsländeart som beskrevs av Toussaint de Charpentier 1938. Neopanorpa chelata ingår i släktet Neopanorpa och familjen skorpionsländor. Inga underarter finns listade i Catalogue of Life.